# Коньяк (округ)
Коньяк (фр. Cognac) — округ (фр. Arrondissement) во Франции, один из округов в регионе Пуату — Шаранта. Департамент округа — Шаранта. Супрефектура — Коньяк.
Население округа на 2006 год составляло 91 004 человек. Плотность населения составляет 73 чел./км². Площадь округа составляет всего 1240 км².